# José María Arguedas
José María Arguedas Altamirano (Andahuaylas, 18 gennaio 1911 – Lima, 2 dicembre 1969) è stato uno scrittore e antropologo peruviano.

## Biografia
José María Arguedas nacque ad Andahuaylas, nel Perù meridionale. Originario di una famiglia della classe media, rimase orfano di madre all'età di due anni. A causa della scarsa presenza del padre, avvocato spesso in viaggio, e dei cattivi rapporti con la matrigna e con il fratellastro, si rifugiò nell'affetto dei domestici di famiglia. Questa vicinanza gli permise di entrare in contatto con le tradizioni degli indios andini e con la lingua quechua. A causa del lavoro del padre, frequento' diverse scuole primarie e secondarie. Nel 1931 si iscrisse alla Universidad Nacional Mayor de San Marcos di Lima. Si laureo' in letteratura e più tardi in etnologia (1957), portando a termine il dottorato nel 1963. Fra il 1937 e il 1938 fu in prigione a causa di una protesta contro un Inviato del dittatore italiano Benito Mussolini e si iscrisse al partito comunista. Tra il 1941 e il 1949 insegno' in diverse scuole del paese. Fu anche funzionario del Ministero dell'Educazione, che gli diede l'occasione per promuovere la cultura peruviana e in particolare la musica e la danza andina da cui era affascinato. Fu inoltre direttore della Casa de la Cultura (1963-64) e del Museo Nacional de Historia (1964-66). In campo universitario tenne la cattedra di etnologia presso l'Universidad Nacional Mayor de San Marcos (1958-68) e l'Universidad Nacional Agraria La Molina (1962-69).
Il 28 novembre 1969, Arguedas si sparo' alla tempia, morendo, in seguito alle ferite riportate, quattro giorni più tardi.

## Opere
La produzione letteraria e intellettuale di Arguedas è piuttosto ampia e diversificata. Comprende oltre quattrocento opere, tra racconti, romanzi, traduzioni, monografie, saggi e articoli. La particolare circostanza di essere cresciuto a contatto con la tradizione culturale andina unita alla formazione di etnologo, gli ha consentito di capire e descrivere con spiccata sensibilità la complessa realtà degli indios nella società peruviana.
Arguedas inizio' la propria carriera letteraria scrivendo racconti ispirati all'ambiente indio nel quale era cresciuto. Questi primi racconti sono scritti in un o spagnolo fortemente influenzato dalla sintassi e vocabolario quechua.
Quando nel 1941 pubblicò il suo primo romanzo, Yawar Fiesta, aveva già iniziato ad esplorare il tema a cui sarebbe rimasto interessato per tutta la sua carriera: la convivenza tra la civiltà occidentale e la vita tradizionale degli indios peruviani. Arguedas fu perciò considerato uno dei membri del movimento letterario indigenista del Sudamerica e continuo' ad esplorare l'argomento con i due libri successivi, Los Ríos Profundos (1958) e Todas las Sangres (1964). Arguedas si sforzo' di superare il ritratto semplicistico della letteratura indigenista.
Un altro tema esplorato da Arguedas è quello dei mestizo e del problema della loro identità, apparentemente divisa in due. 
Molti lavori di Arguedas descrivono la violenza e lo sfruttamento subiti dagli indios dei villaggi rurali nelle haciendas peruviane.
Fino agli anni Sessanta Arguedas fu moderatamente ottimistico circa la possibilità di conciliare le forze della tradizione e della modernità che caratterizzano il Perù, per poi diventare sempre più pessimista. Nel suo ultimo e incompleto lavoro, El zorro de arriba y el zorro de abajo(1969), abbandono' il realismo letterario delle prime opere per adottare un approccio postmoderno. In questo romanzo Arguedas esprime il suo sconforto perché teme che le tradizioni andine non riusciranno a sopravvivere di fronte alla moderna tecnologia e capitalismo. Mentre Arguedas diventava sempre più pessimista sulle relazioni tra i gruppi etnici del suo paese, i giovani intellettuali andini divennero sempre più coinvolti dal movimento indigenista, spesso criticando aspramente il suo lavoro per il lirismo e il trattamento eccessivamente romantico della vita rurale andina.